# Narayan Apte

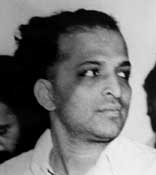
Narayan Apte.

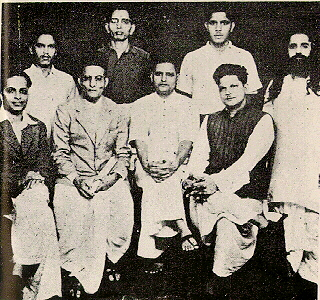
Ett gruppfoto av de anklagade i samband med mordet på Mahatma Gandhi. Stående: Shankar Kistaiya, Gopal Godse, Madanlal Pahwa, igambar Badge (kronvittne). Sittande: Narayan Apte, Vinayak D. Savarkar, Nathuram Godse, Vishnu Karkare

Narayan Apte, född 1911, död 15 november 1949, var en indisk hindutvaaktivist. Han var Nathuram Godses främsta medhjälpare i genomförandet av mordet på Mahatma Gandhi den 30 januari 1948. Apte var även grundare av organisationen Rashtriya Swayamsevak Sangh (RSS).
Apte avrättades genom hängning tillsammans med Godse den 15 november 1949.